# Валениј Шомкутеј (Марамуреш)
Валениј Шомкутеј (рум. Vălenii Șomcutei) насеље је у Румунији у округу Марамуреш у општини Шомкута Маре. Oпштина се налази на надморској висини од 240 m.

## Становништво
Према подацима из 2002. године у насељу је живело 905 становника, од којих су сви румунске националности.